# Christoph Preibisius
Christoph Preibisius (auch: Christopherus Preibis; * 2. Februar 1580 in Sprottau; † 1. Januar 1651 in Leipzig) war ein deutscher Philosoph, Natur- und Rechtswissenschaftler.

## Leben
Der Sohn des Ratmannes und Vorsteher des Hospitals in Sprottau Georg Preibisius und der Dorothea Seliger begann nach dem Besuch der Gymnasien in Brieg und Breslau und des Jesuitenkollegiums in Olmütz 1599 ein Studium der Philosophie an der Universität Leipzig. Dort hörte er die Vorlesungen von Matthaeus Dresser (1536–1607), Johann Curtius (nach 1560–1622), Johannes Neldel (1554–1612), Johannes Friedrich und nahm auch Privatlehrer in Anspruch. Ende September 1600 erwarb er den Grad eines Baccalaureus und wurde am 28. Januar 1602 Magister der Philosophie. Nachdem er sich an Disputationen beteiligt hatte, wurde er 1607 als Assessor an die Philosophische Fakultät aufgenommen. Sein weiteres Interesse galt danach den medizinischen Wissenschaften.
Um zu promovieren, wollte Preibisius an die Universität Basel gehen, erhielt jedoch kurz vor seiner Abreise 1612 eine Berufung zum Professor für Praktische Philosophie in Leipzig. 1613 wurde er Kollegiat am Kleinen Fürstenkollegium, übernahm 1617 zusätzlich die Professur der Physik, wurde im selben Jahr als Kollegiat am Großen Fürstenkollegium aufgenommen und fand 1619 als Kollegiat Zugang zum Frauenkollegium. Da seine medizinischen Ambitionen nicht den gewünschten Fortgang fanden, wandte er sich den juristischen Studien zu. Er besuchte die Vorlesungen von Michael Wirth dem Älteren (1547–1611), Franz Romanus (1550–1636), Elias Heidenreich und Michael Wirth.
Am 23. März 1615 erwarb er das Lizentiat der Rechtswissenschaften und er wurde am 14. März 1616 zum Doktor der Rechte promoviert.
Nachdem er 1629 vom Kaiser Ferdinand II. zum Hofpfalzgrafen (Comes Palatinus) ernannt worden war, fand er 1630 als Assessor Zugang zur Juristischen Fakultät, deren Senior er später wurde. Am 10. Dezember 1627 wurde er in Prag zusammen mit seinen Brüdern Mag. Johannes Preibisius (Pfarrer in Contzendorf) und Georg Preibisius (Ratsherr in Sprottau) in den erblichen Ritterstand (s. Wappenbrief) erhoben. Da sein Adelsdiplom im Dreißigjährigen Krieg durch schwedische Truppen in Sprottau vernichtet worden war, erweiterte Kaiser Ferdinand II. dieses 1636. Preibisius hatte sich auch an den organisatorischen Aufgaben der Leipziger Hochschule beteiligt. So war er drei Mal Dekan und zwei Mal Prokanzler der Philosophischen Fakultät. In den Wintersemestern 1630 sowie 1650 war er Rektor der Universität Leipzig.
Während der letzten Amtszeit erlitt er eine Rippenfellentzündung, an der er als erster im Amt stehende Rektor seit Bestehen der Universität verstarb. Unter großer Anteilnahme des Lehrkörpers der Leipziger Hochschule wurde er am 7. März 1651 in der Leipziger Paulinerkirche begraben.

## Werke (Auswahl)
- Tractatus de fabrica corporis humani.
- Politicae nativam faciem.
- Thearrum ethicum.
- Collegii physici disputatio decimatertia meteororum in genere et in specie ignitorum materiam exhibens, quam sub praesidio Christophori Preibisii Sprotta - Sil. … publici tuebitur ad diem 2 Septemb. Lavrentivs Starck Bregensis Silesivs 1620
- Politicae aristotelicae idea. 1621
- Diss. De definitione et divisione philosophiae et physice.
- Diss. De homagio.
- Diss. Obligationibus accessetiis.